# فهرست جای‌های دیدنی افغانستان
فهرست جای‌های دیدنی افغانستان

## آ
- آرامگاه سید جمال الدین افغان
- آرامگاه ملک سبز علی صاحب
- آرامگاه سلطان محمود غزنوی
- آرامگاه تیمور شاه
- آرامگاه حضرت علی
- آرشیف ملی افغانستان
- آثار تاریخی افغانستان
- آرامگاه شهزاده حسین
- آرامگاه محمد نادرشاه
- آرامگاه میرویس نیکه
- آرامگاه شریف خان
- آتشکده نوبهار
- آق‌کپرک
- آی‌خانم

## الف
- استوپاهای چشمه معاذالله (از دوره بودایی کاپیسا)
- استوپاهای دوره بودایی توپ دره (پروان)

## ب
- بازار سرپوشیده حلم
- پارک ملی بند امیر
- بالاحصار گردیز
- بالاحصار کابل
- بوستان‌سرای
- برج عیاران
- باغ لطیف
- باغ بابر

## ت
- تپه اژدر ولایت بامیان
- تپه فلول
- تخت رستم
- تخت رستم(سمنگان)
- قلعه خواجه بلند ولسوالی دره صوف
- تمدن آمودریا
- تندیس‌های بودا در بامیان

## چ
- چاه بست
- چهل‌زینه قندهار

## خ
- خانقاه کلان دهدادی (مزارشریف)
- خواجه پارسا(بلخ)

## د
- دره کور
- دژاختیار الدین هرات
- دشت ناور
- دیوارهای سرکوه شیردوازه و آسمایی

## ز
- زیارت شیخ سعدالدین احمد انصاری
- زیارت مهتر لام بابا

## س
- ساختمان سراج العمارت (جلال‌آباد)
- سرخ‌کوتل
- ساختمان سراج العمارت(ننگرهار)

## ش
- شهرک اسکندریه قفقاز (غوربند)

## ض
- ضحاک

## ط
- طاق بست
- طلاتپه

## غ
- غارهای بامیان (بودای نیمه ویرانه در ولایت بامیان)
- غارلیگان در ولسوالی ورس ولایت بامیان

## ق
- قصر تاج بیگ
- قصر جبل‌السراج
- قصر جهان‌نما
- قصر چهل ستون
- قصر دارالامان
- قلعه سراج (لغمان)

## ک
- کاخ کوتی‌باغچه و برج‌های درون ارگ
- کاخ پغمان

## م
- مجتمع مصلای هرات
- مزار خواجه عبدالله انصاری
- مسجد سه دکان چنداول، کابل
- مسجد عیدگاه
- مسجد نه‌گنبد
- منار جام
- منار علم و جهل
- منارهای مسعود و بهرامشاه
- تخت شاه نمیر منطقه فراشغان (ولایت لغمان
- موزه تپه‌سردار (از سازه‌های دوره کوشانی)
- موزه ملی افغانستان

## ن
- نمازگاه‌های هرات

## ه
- هده